# Севрин, Виктор Семёнович
Виктор Семёнович Севрин (1924—1959) — капитан Советской Армии, участник Великой Отечественной войны, Герой Советского Союза (1945).

## Биография
Виктор Севрин родился 1 мая 1924 года в деревне Новинка (ныне — Долгоруковский район Липецкой области). После окончания шести классов школы работал в колхозе. Позднее окончил ремесленное училище и работал на шахте. В феврале 1942 года Севрин был призван на службу в Рабоче-крестьянскую Красную Армию. С мая того же года — на фронтах Великой Отечественной войны. В 1944 году Севрин окончил курсы младших лейтенантов.
К апрелю 1945 года лейтенант Виктор Севрин командовал ротой 635-го стрелкового полка 143-й стрелковой дивизии 47-й армии 1-го Белорусского фронта. Отличился во время Берлинской операции. 16-27 апреля 1945 года рота Севрина во время боёв за расширение плацдарма на западном берегу Одера и в боях за пригород Берлина Шпандау нанесла противнику большие потери, взяла в плен около 200 солдат и офицеров, захватила 3 танка и большое количество другой боевой техники, а также освободила из концентрационных лагерей более трёх тысяч содержавшихся там граждан СССР и других государств.
Указом Президиума Верховного Совета СССР от 31 мая 1945 года за «мужество и героизм, проявленные в Берлинской операции» лейтенант Виктор Севрин был удостоен высокого звания Героя Советского Союза с вручением ордена Ленина и медали «Золотая Звезда» за номером 6482.
В 1949 году Севрин окончил пехотное училище. В 1953 году в звании капитана он был уволен в запас. Проживал и работал в Днепропетровске. Скоропостижно умер 28 мая 1959 года.
Был также награждён орденами Красного Знамени, Отечественной войны 1-й степени и Красной Звезды, рядом медалей.